# Orden hospitalaria
Una orden hospitalaria es un tipo de orden religiosa que tenía por objeto admitir y cuidar a los viajeros, peregrinos, pobres y enfermos. También se encargaban de defender a los peregrinos en algunos caminos peligrosos. 

## Historia
Las órdenes hospitalarias deben generalmente su origen a alguna necesidad apremiante e imprevista, a algún azote destructor que no se puede combatir con los medios ordinarios como el fuego de San Antón, la peste negra, etc y al hospedaje y protección de peregrinos a Tierra Santa, por ejemplo, lo cual las diferenciaba de las órdenes militares cristianas, que tenían un objetivo espiritual centrado en la cruzada contra los infieles y la conquista (reconquista en España) y cristianización de paganos e infieles.
Las órdenes hospitalarias comprendían dos clases: las dedicadas exclusivamente a la hospitalidad (hospedaje y sanación de enfermos: curar cuerpos curando almas, con el trasfondo medieval cristiano de la dualidad enfermedad-pecado) y las que a la vez eran hospitalarias y de protección militar a peregrinos (ayuda y socorro al viajero que se desplaza por motivos religiosos por territorios agrestes o peligrosos).
La más antigua de ellas fue fundada en Siena a finales del siglo IX por un piadoso habitante de dicha ciudad que abrió en ella un hospital llamado Della Scala.

## Órdenes hospitalarias
Entre las órdenes hospitalarias son notables:
- la Orden de San Juan de Jerusalén, más conocidos con el nombre de caballeros hospitalarios o sanjuanistas, que derivará, en el tiempo, en la Orden del Hospital de San Juan de Jerusalén, Rodas y Malta.
- los Caballeros teutónicos
- la Orden Hospitalaria de San Juan de Dios.
- Congregación de los Buenos Hijos, fundada en 1645 en Armentières.
- Caballeros de la Orden de Constantino, de la Orden Dorada, de la Orden Angélica o de la Orden de San Jorge, fundada por Isaac II Ángelo a finales del siglo XII.
- Canónigos y Caballeros del Santo Sepulcro.
- Hospitalarios del Monte de San Bernardo.
- Hospitalarios de San Lázaro de Jerusalén.
- Hermanos Hospitalarios de San Antonio, fundada en 1095 en el Reino de Arlés y canónicamente unida a la de Malta en 1777, perdiendo sus últimos monasterios y hospitales en 1803, durante el periodo de Mediatización y Secularización del Sacro Imperio Romano Germánico.
- Caballeros de la Milicia del Temple o Templarios.
- Hospitalarios de Burgos.
- Enfermeros obregones, instituidos en España en 1567.
- Hermanos de la Caridad (Fratres a Caritate).
- Orden de la Caridad de San Hipólito, fundada en 1700 el Virreinato de Nueva España (actual México) por el religioso español fray Bernardino Álvarez Herrera.
- Orden de los Hermanos de Belén o Betlemitas, fundada en 1656 en la Capitanía General de Guatemala por el religioso terciario franciscano y misionero español Pedro de San José de Betancur.

Existían también comunidades de Hermanas hospitalarias, y entre ellas, las más conocidas son:
- las Hijas de la Caridad de San Vicente de Paul
- las Hermanas de la Casa de Dios
- las Hermanas hospitalarias de Nuestra Señora de París, congregación fundada en 1624 por Francisco de la Croix
- las Hermanas de la Caridad, agregadas a la orden tercera de San Francisco de Asís
- etc.